# Dethklok
O Dethklok é uma banda de metal virtual que aparece na série de animação Metalocalypse, mas que também se apresenta na vida real. O grupo foi criado pelos animadores/dubladores Brendon Small e Tommy Blacha.
O primeiro disco do Dethklok, intitulado The Dethalbum, foi lançado em 2007. A música ouvida no seriado Metalocalypse foi criada inteiramente por Brendon Small, com a ajuda do baterista Gene Hoglan. O debute do conjunto vendeu mais de 30 mil cópias nos Estados Unidos. Em 2009, o grupo lançou o álbum Dethalbum II. No mesmo ano, o grupo saiu em turnê com as bandas High on Fire, Converge e Mastodon.

## Background fictício
Na série Metalocalypse, o Dethklok é visto com uma das bandas de maior sucesso de todos os tempos. A base do grupo inclui milhares de fãs, que acabam sempre se prejudicando em seus shows épicos. Com o sucesso comercial e vários contratos comerciais, o Dethklok é tido como a sétima economia financeira do planeta.
Os integrantes do grupo são relatados como rockstars relapsos. Como milionários, os membros não tem a mínima noção da realidade. Para ajudá-los, o empresário Charles Foster Ofdensen sempre acaba os auxiliando. As ações da banda são monitoradas pelo Tribunal. Comandada em um estilo Iluminati, o misterioso líder do grupo acaba sempre deixando o Dethklok fazer o que quiser. Os antagonistas da série chamam a banda de uma das "maiores forças culturais do mundo".

## Membros fictícios da banda[3]
- Nathan Explosion (voz: Brendon Small) - Vocalista. Letrista visionário e brutal. Retratado como uma figura alta e volumosa, com longos cabelos negros e olhos verdes, Nathan fala sempre em uma voz profunda e rouca, mesmo quando não está cantando. Foi inspirado no vocalista do Cannibal Corpse, George “Corpsegrinder” Fisher.

- Pickles (voz: Brendon Small) - Baterista. Criado no meio-oeste estadunidense, se tornou o baterista mais aclamado depois de liderar uma banda de hard rock de sucesso chamada Snakes 'n' Barrels. Sua imagem foi inspirada no músico Devin Townsend.

- Skwisgaar Skwigelf (voz: Brendon Small) - Guitarrista. Da Suécia. É o guitarrista mais rápido ainda vivo. Ele é alto e magro, com longos cabelos loiros e olhos azuis, e tem uma Gibson Explorer, que muitas vezes ele carrega, mesmo quando não está tocando. Seu estilo de tocar é inspirado no guitarrista Yngwie Malmsteen.

- William Murderface (voz: Tommy Blacha) - Baixista. Ninguém no mundo é mais cheio de ódio do que ele. E ele não odeia ninguém mais do que ele próprio. Tenta sem sucesso colocar em atividade sua banda paralela chamada Planet Piss.

- Toki Wartooth (voz: Tommy Blacha) - Guitarrista. Da Noruega. Segundo guitarrista mais rápido do mundo. Parece ser o mais novo membro da banda, com uma personalidade muito infantil com relação aos demais. Seu visual foi inspirado no líder do Opeth, Mikael Åkerfeldt.

## Membros reais

### Em estúdio
- Brendon Small - Vocal, guitarra, baixo, teclado
- Gene Hoglan - bateria (2007 - presente)

### Ao vivo
- Brendon Small - Vocal e guitarra
- Gene Hoglan - bateria (2007 - presente)
- Mike Keneally - Guitarra, backing vocals (2007 - presente)
- Bryan Beller - Baixo, backing vocals (2007 - presente)

## Discografia

### Álbuns de estúdio
- The Dethalbum (2007)
- Dethalbum II (2009)
- Dethalbum III (2012)

### Vídeos
| Ano  | Título                       | Diretor                     | Álbum         | Lançamento do vídeo |
| ---- | ---------------------------- | --------------------------- | ------------- | --- |
| 2007 | "Bloodrocuted"               | Jon Schnepp & Brendon Small | The Dethalbum | DVD bônus na edição deluxe do álbum The Dethalbum, extra no DVD da segunda temporada, DVD bônus na edição deluxe do álbum Dethalbum II |
| 2008 | "Murmaider"                  | Jon Schnepp                 | The Dethalbum | DVD da segunda temporada do Metalocalypse, DVD bônus na edição deluxe do álbum Dethalbum II                                            |
| 2008 | "Briefcase Full of Guts"     | Jon Schnepp                 | The Dethalbum | DVD bônus na edição deluxe do álbum Dethalbum II                                                                                       |
| 2008 | "Birthday Dethday"           | Jon Schnepp                 | The Dethalbum | DVD bônus na edição deluxe do álbum Dethalbum II                                                                                       |
| 2008 | "Awaken"                     | Chris Prynoski              | The Dethalbum | DVD bônus na edição deluxe do álbum Dethalbum II                                                                                       |
| 2008 | "Duncan Hills Coffee Jingle" | Jon Schnepp                 | The Dethalbum | DVD bônus na edição deluxe do álbum Dethalbum II                                                                                       |
| 2008 | "Dethharmonic"               | Mark Brooks                 | The Dethalbum | DVD bônus na edição deluxe do álbum Dethalbum II                                                                                       |
| 2008 | "Castratikron"               | Mark Brooks                 | The Dethalbum | DVD bônus na edição deluxe do álbum Dethalbum II                                                                                       |
| 2008 | "Go Forth and Die"           | Chris Prynoski              | The Dethalbum | DVD bônus na edição deluxe do álbum Dethalbum II                                                                                       |
| 2008 | "Hatredcopter"               | Jon Schnepp                 | The Dethalbum | DVD bônus na edição deluxe do álbum Dethalbum II                                                                                       |
| 2008 | "Thunderhorse"               | Jon Schnepp                 | The Dethalbum | DVD bônus na edição deluxe do álbum Dethalbum II                                                                                       |
| 2008 | "Go Into the Water"          | Jon Schnepp                 | The Dethalbum | DVD bônus na edição deluxe do álbum Dethalbum II                                                                                       |
| 2009 | "Bloodlines"                 | Jon Schnepp                 | Dethalbum II  | Extras na terceira temporada do Metalocalypse em Blu-Ray                                                                               |
| 2009 | "Dethsupport"                | Jon Schnepp                 | Dethalbum II  | Extras na terceira temporada do Metalocalypse em Blu-Ray                                                                               |
| 2009 | "Burn The Earth"             | Jon Schnepp                 | Dethalbum II  | Extras na terceira temporada do Metalocalypse em Blu-Ray                                                                               |
| 2009 | "Black Fire Upon us"         | Jon Schnepp                 | Dethalbum II  | Extras na terceira temporada do Metalocalypse em Blu-Ray                                                                               |
| 2009 | "The Gears"                  | Jon Schnepp                 | Dethalbum II  | Extras na terceira temporada do Metalocalypse em Blu-Ray                                                                               |